# OTHON

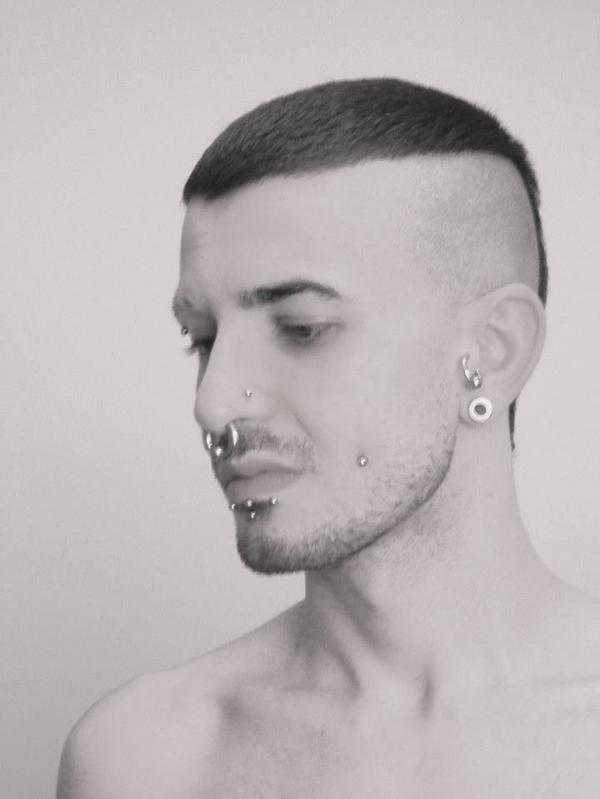
Othon (2008)

OTHON alias Othon Mataragas (griechisch Όθωνας Ματαράγκας, * 30. Juli 1979) ist ein griechischer Komponist, Songschreiber und Pianist.

## Musikalische Karriere
Othon begann mit vier Jahren das Klavierspiel zu lernen und galt in Griechenland als gefragter Kinder- und Jungpianist. Ende der 90er Jahre ging er nach London, wo er am Royal College of Music bei Peter Katin ein Klavierstudium absolvierte. Es folgten ein Studium der Komposition an der Birkbeck University und am Trinity College of Music, wo er 2006 seinen Abschluss machte. 
Seine ersten Eigenkompositionen entstehen während seines Studiums. Am Trinity College trifft er den italienischen Sänger und Schauspieler Ernesto Tomasini, mit dem er fortan häufig zusammen arbeitet. Seine an Barpiano ebenso wie an Minimal Music erinnernden Kompositionen sind meist stark repetitiv aufgebaut, spielen bewusst mit Kitschelementen und zielen auf einen eruptiven Höhepunkt hin – zusammen mit Tomasinis zwischen Bariton und Falsett wechselnden Gesang bilden sie ein Markenzeichen des Duos. Ende 2008 erscheint das Debütalbum „Digital Angel“, welches neben Tomasini auch Gesangsbeiträge von Marc Almond und David Tibet (von der Folkband Current 93) enthält. Othon & Tomasini treten als Duo in zahlreichen europäischen Konzertsälen, Schauspielhäusern, Kirchen, Museen und Clubs auf, eines ihrer Konzerte wird live vom Radio Nacional de Espana übertragen. 
Othon selbst spielte bereits Piano in der Livebesetzung von Current 93, eine weitere Kollaboration zwischen ihm und Tibet fand 2008 in Turin statt – dort waren beide Teil einer Soundtrack-Performance zu Derek Jarmans 1985 gedrehten Film The Angelic Conversation. Die Aufführung fand unter der Leitung von Peter Christopherson (Throbbing Gristle, Psychic TV, Coil) statt. Darüber hinaus fand Othons Musik Verwendung in Filmen von Bruce LaBruce und Jörg Buttgereit.

## Diskografie
- 2007: When I Leave You (EP im Eigenlabel)
- 2008: Otto; or, Up With Dead People (Soundtrack auf Crippled Dick Hot Wax Records)
- 2008: Digital Angel (Debüt-Album auf Durtro Jnana)
- 2011: Silky Hands of a Rough Piano Boy (Tapeworm)